# Estádio Algarve
Het Estádio Algarve is een voetbalstadion gelegen tussen de Portugese steden Faro en Loulé. Het stadion is genoemd naar de Algarve, de streek waarin het ligt, en heeft een capaciteit van 30.305 toeschouwers. Het heeft geen vaste bespelers. Het stadion werd gebruikt tijdens het Europees kampioenschap voetbal 2004 en het Portugees voetbalelftal speelt hier geregeld interlands.

## Wedstrijden

### EK 2004
| EK 2004 wedstrijden | EK 2004 wedstrijden | EK 2004 wedstrijden   | EK 2004 wedstrijden | EK 2004 wedstrijden | EK 2004 wedstrijden |
| No.                 | Datum               | Wedstrijd             | Uitslag             | Ronde               |                     |
| ------------------- | ------------------- | --------------------- | ------------------- | ------------------- | ------------------- |
| 1                   | 12 juni 2004        | Spanje – Rusland      | 1 – 0               | Groepsfase groep A  |                     |
| 2                   | 20 juni 2004        | Rusland – Griekenland | 2 – 1               | Groepsfase groep A  |                     |
| 3                   | 26 juni 2004        | Zweden – Nederland    | 0 – 0 (4–5 n.s.)    | Kwartfinale         |                     |

### Overige interlands
Het stadion werd in 2004 ingehuldigd met een oefeninterland tussen het Portugees voetbalelftal en Engeland. Daarna speelde Portugal hier nog enkele interlands. Ook het Gibraltarees voetbalelftal speelde hier tussen 2013 en 2017 en in 2023 haar officiële interlands, omdat het Victoriastadion in Gibraltar werd verbouwd.
| Voetbalinterlands | Voetbalinterlands | Voetbalinterlands                 | Voetbalinterlands | Voetbalinterlands    | Voetbalinterlands |
| No.               | Datum             | Wedstrijd                         | Uitslag           | Competitie           |                   |
| ----------------- | ----------------- | --------------------------------- | ----------------- | -------------------- | ----------------- |
| 1                 | 18 februari 2004  | Portugal – Engeland               | 1 – 1             | Vriendschappelijk    |                   |
| 2                 | 3 september 2005  | Portugal – Luxemburg              | 6 – 0             | WK 2006 kwalificatie |                   |
| 3                 | 7 februari 2009   | Litouwen – Polen                  | 1 – 1             | Vriendschappelijk    |                   |
| 4                 | 11 februari 2009  | Portugal – Finland                | 1 – 0             | Vriendschappelijk    |                   |
| 5                 | 9 februari 2011   | Polen – Noorwegen                 | 1 – 0             | Vriendschappelijk    |                   |
| 6                 | 10 augustus 2011  | Portugal – Luxemburg              | 5 – 0             | Vriendschappelijk    |                   |
| 7                 | 15 augustus 2012  | Portugal – Panama                 | 2 – 0             | Vriendschappelijk    |                   |
| 8                 | 14 augustus 2013  | Portugal – Nederland              | 1 – 1             | Vriendschappelijk    |                   |
| 9                 | 19 november 2013  | Gibraltar – Slowakije             | 0 – 0             | Vriendschappelijk    |                   |
| 10                | 4 juni 2014       | Gibraltar – Malta                 | 1 – 0             | Vriendschappelijk    |                   |
| 11                | 7 september 2014  | Gibraltar – Polen                 | 0 – 7             | EK 2016 kwalificatie |                   |
| 12                | 14 oktober 2014   | Gibraltar – Georgië               | 0 – 3             | EK 2016 kwalificatie |                   |
| 13                | 14 november 2014  | Portugal – Armenië                | 1 – 0             | EK 2016 kwalificatie |                   |
| 14                | 13 juni 2015      | Gibraltar – Duitsland             | 0 – 7             | EK 2016 kwalificatie |                   |
| 15                | 4 september 2015  | Gibraltar – Ierland               | 0 – 4             | EK 2016 kwalificatie |                   |
| 16                | 11 oktober 2015   | Gibraltar – Schotland             | 0 – 6             | EK 2016 kwalificatie |                   |
| 17                | 6 september 2016  | Gibraltar – Griekenland           | 1 – 4             | WK 2018 kwalificatie |                   |
| 18                | 10 oktober 2016   | Gibraltar – België                | 0 – 6             | WK 2018 kwalificatie |                   |
| 19                | 13 november 2016  | Portugal – Letland                | 4 – 1             | WK 2018 kwalificatie |                   |
| 20                | 9 juni 2017       | Gibraltar – Cyprus                | 1 – 2             | WK 2018 kwalificatie |                   |
| 21                | 3 september 2017  | Gibraltar – Bosnië en Herzegovina | 0 – 4             | WK 2018 kwalificatie |                   |
| 22                | 7 oktober 2017    | Gibraltar – Estland               | 0 – 6             | WK 2018 kwalificatie |                   |
| 23                | 6 september 2018  | Portugal – Kroatië                | 1 – 1             | Vriendschappelijk    |                   |
| 24                | 14 november 2019  | Portugal – Litouwen               | 6 – 0             | EK 2020 kwalificatie |                   |
| 25                | 2 juni 2021       | Nederland – Schotland             | 2 – 2             | Vriendschappelijk    |                   |
| 26                | 1 september 2021  | Portugal – Ierland                | 2 – 1             | WK 2022 kwalificatie |                   |
| 27                | 9 oktober 2021    | Portugal – Qatar                  | 3 – 0             | Vriendschappelijk    |                   |
| 28                | 12 oktober 2021   | Portugal – Luxemburg              | 5 – 0             | WK 2022 kwalificatie |                   |
| 29                | 9 januari 2023    | Zweden – Finland                  | 2 – 0             | Vriendschappelijk    |                   |
| 30                | 12 januari 2023   | Zweden – IJsland                  | 2 – 1             | Vriendschappelijk    |                   |
| 31                | 24 maart 2023     | Gibraltar – Griekenland           | 0 – 3             | EK 2024 kwalificatie |                   |
| 32                | 16 juni 2023      | Gibraltar – Frankrijk             | 0 – 3             | EK 2024 kwalificatie |                   |
| 33                | 11 september 2023 | Portugal – Luxemburg              | 9 – 0             | EK 2024 kwalificatie |                   |
| 34                | 16 oktober 2023   | Gibraltar – Ierland               | 0 – 4             | EK 2024 kwalificatie |                   |
| 35                | 21 november 2023  | Gibraltar – Nederland             | 0 – 6             | EK 2024 kwalificatie |                   |
| 36                | 21 maart 2024     | Gibraltar – Litouwen              | 0 – 1             | UEFA Nations League  |                   |
| 37                | 3 juni 2024       | Gibraltar – Schotland             | 0 – 2             | Vriendschappelijk    |                   |
| 38                | 6 juni 2024       | Gibraltar – Wales                 | 0 – 0             | Vriendschappelijk    |                   |